# Канути (река)
Канути (англ. Kanuti River, коюкон: Kkʼoonootnoʼ) — река на севере центральной части штата Аляска, США. В административном отношении протекает по территории зоны переписи населения Юкон-Коюкук. Длина реки составляет 282 км. Высота устья — 116 м над уровнем моря.
Берёт начало вблизи западной границы национального резервата дикой природы Юкон-Флэтс, к востоку от шоссе Далтон, немного южнее Северного полярного круга. Течёт преимущественно в западном направлении и впадает в реку Коюкук в 21 км к юго-западу от города Аллакакет. Значительную часть бассейна реки занимает национальный резерват дикой природы Канути.